# Han Hye-ri
Han Hye-ri (hangul: 한혜리; hanja: 韓惠利; nascida em 24 de agosto de 1997), mais frequentemente creditada na carreira musical apenas como Hyeri (hangul: 혜리), é uma cantora e atriz sul-coreana.
Em meados de 2016, Hyeri se tornou concorrente do reality show Produce 101. No mesmo ano, ela realizou sua estreia como integrante do grupo feminino I.B.I, formado pela LOEN Entertainment.

## Biografia
Hyeri nasceu em 24 de agosto de 1997 em Gwangmyeong, Gyeonggi, Coreia do Sul. Ela se graduou na Sinseo High School e atualmente frequenta a Paekche Institute of the Arts.

## Carreira

### 2016: Produce 101 e I.B.I
Em 2016, Hyeri representou a Star Empire Entertainment no reality show Produce 101, que iria definir as onde integrantes do grupo projeto IOI. Apesar de não ter estreado como integrante do IOI, Hyeri ganhou muito popularidade no programa e recebeu diversas propostas para aparecer em comerciais de televisão, e se tornou modelo para a marca de cosméticos Delight18. Em maio, a Star Empire revelou que Hyeri estaria estreando como integrante do grupo feminino OMZM.
Em agosto de 2016, Hyeri estreou como integrante do grupo projeto I.B.I (ou IBI). O grupo lançou digitalmente o single Mollae Mollae em 18 de agosto de 2016. No mesmo dia, elas realizaram sua primeira performance ao vivo, no programa M! Countdown. Elas realizaram um show de guerrilha chamada "Run To You" no Dongdaemun Design Plaza, performando sua canção Mollae Mollae e os singles de Produce 101, When The Cherry Blossom Fade e Pick Me.
Em 22 de setembro, o grupo foi pra Tailândia para gravar seu reality show de seis episódios, chamado Hello IBI, que foi exibido entre 8 de outubro e 12 de novembro.

### 2017: Estreia como atriz e saída da Star Empire
Em 2017, Hyeri foi escalada para o drama The Idolmaster KR, na qual interpretou Yeri, integrante de um grupo feminino chamado Red Queen. Apesar de ter assinado o com a Star Empire em janeiro de 2017, ela deixou a empresa em julho.

## Discografia

### Singles
| Year | Títul                                               | Melhor posição nas paradas | Vendas          | Álbum                    |
| Year | Títul                                               | KOR                        | Vendas          | Álbum                    |
| ---- | --------------------------------------------------- | -------------------------- | --------------- | ------------------------ |
| 2015 | "Pick Me" (as Produce 101)                          | 9                          | - KOR: 829,671+ | single sem álbum         |
| 2016 | "At the Same Place (같은 곳에서)" (as Girls on Top) | 8                          | - KOR: 717,008+ | 35 Girls 5 Concepts      |
| 2017 | "Super Girl Magic" (as Red Queen)                   | —                          | —               | The IDOLM@STER.KR, Pt. 2 |
| 2017 | "Acacia" (as Red Queen)                             | —                          | —               | The IDOLM@STER.KR, Pt. 2 |
| 2017 | "Attention" (as Red Queen)                          | —                          | —               | The IDOLM@STER.KR, Pt. 2 |

## Filmografia

### Dramas
| Ano  | Emissora | Título            | Papel |
| ---- | -------- | ----------------- | ----- |
| 2017 | SBS      | The Idolmaster KR | Yeri  |

### Televisão
| Ano  | Emissora   | Título                  | Episódio(s) |
| ---- | ---------- | ----------------------- | ----------- |
| 2016 | Mnet       | Produce 101             | Ep. 1 - 11  |
| 2016 | OnStyle    | Giboutique              | Ep. 5       |
| 2016 | KBS joHa H | Idol Intern King        | Ep. 1 - 20  |
| 2016 | Mnet       | The God of Music 2      | Ep. 9       |
| 2016 | Mnet       | Lan Cable Friends I.O.I | Ep. 2       |
| 2016 | MBC        | Idol Cooking King       |             |
| 2016 | JTBC       | Hello I.B.I             | Ep. 1 - 6   |
| 2017 | Mnet       | Golden Tambourine       | Ep. 6       |
| 2017 | JTBC       | Mixnine                 | Ep. 3       |